# Draft (politique)
Pour les articles homonymes, voir Draft.

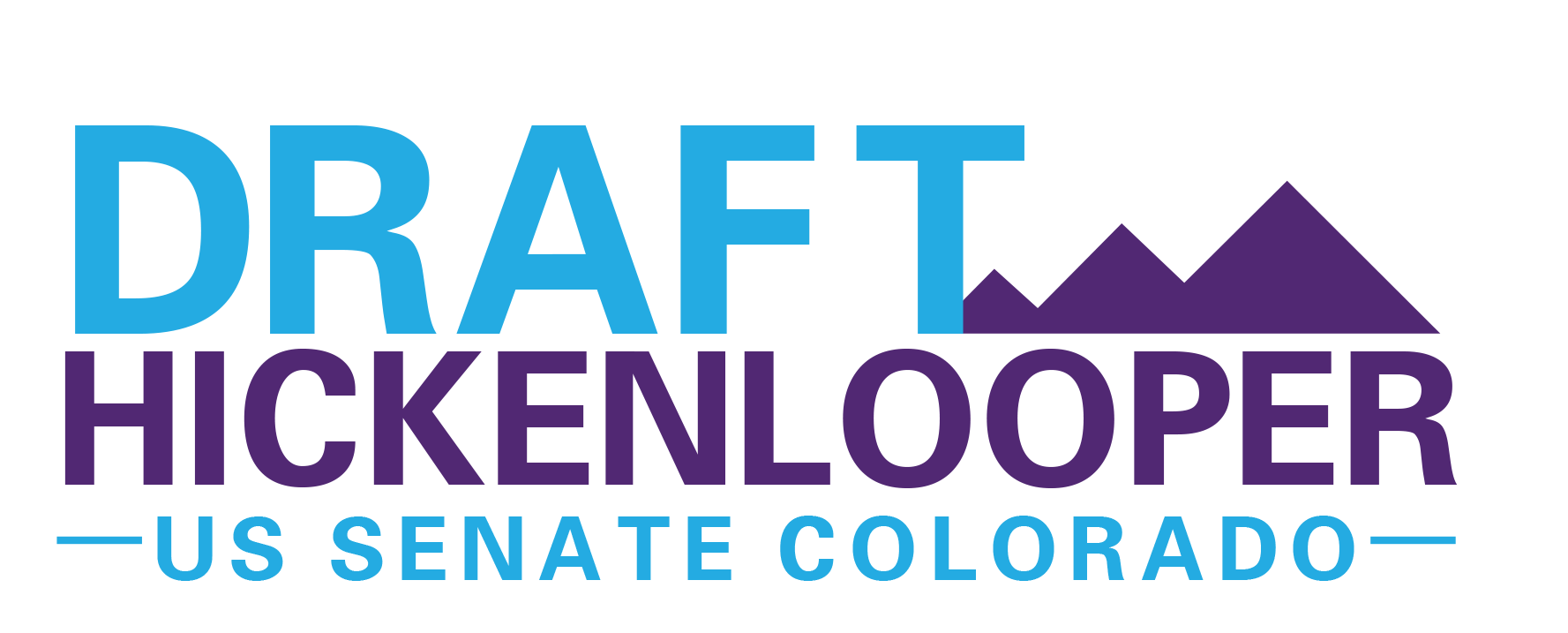
Logo original du Draft Hickenlooper dans l'Etat du Colorado

Un draft est, aux États-Unis, le terme qui désigne l'ensemble des personnes et organisations qui poussent une personne à entrer dans la course pour un poste électif, en général celui candidat aux primaires présidentielles. Elles organisent par exemple pour cela des manifestations, des campagnes d'informations ou de dons.